# Art autistique
L’art autistique est un art créé par des artistes autistes ou un art qui saisit « l’instant autistique » ou qui transmet divers messages en rapport avec des expériences ou comportements autistiques.

## L’art autistique
L’art créé par les artistes avec autisme a longtemps été exposé dans différentes galeries, séparé des artistes ne présentant pas de handicap tandis que l’art des artistes autistes a souvent été considéré comme de l’art brut. L’œuvre de certains artistes autistes ont été présentées dans des publications d’art, des documentaires ou exposées dans les plus grandes galeries. Stephen Wiltshire est un des artistes autistes les plus connus. Son œuvre est globalement faite d’architecture, d’espaces urbains, de monuments et de gratte-ciels. D’autres artistes autistes représentant l’art autistique peuvent être cités, comme Richard Wawro, Jessy Park ou encore Ping Lian Yeak,.

## L’art figuratif
L’artiste néerlandais Roy Wenzel (né en 1959) a été diagnostiqué autiste à l’âge de 11 ans. Son art est celui de l’excès, avec des images affirmées et sensuelles.
Christophe Pillault et Donna Williams se basent plus sur des travaux figuratifs en mettant l’accent sur le mouvement. Ces deux artistes figurent dans le livre ARTism, de Bernice Pelletier et Karen Simmons, œuvre publiée par Autism Today. Christophe Pillault peint avec ses mains. Son œuvre a été présentée dans le livre « Art of the Mind » ("l’art de l’esprit"), publié par le M.I.N.D Institute.
Mark Rimland est un artiste autodidacte américain. Ses dessins et ses peintures sont souvent figuratifs et représentent des gens et des chats. Fils du pionnier de l’autisme Bernard Rimland, Mark a été présenté dans le documentaire « Lifting the fog ; a look into the mysteries of autism » ("levons le voile en jetant un regard sur les mystères de l’autisme"), in ARTism et le livre illustré « The secret night world of cats » published by Smith and Kraus. ("le monde secret nocturne des chats"), publié par Smith et Kraus.
Donna Williams est une artiste figurative et une Sculptrice autiste.

## L’art abstrait
Larry Bissonnette et Henriett Seth F. fabriquent une œuvre abstraite, caractérisée par des motifs importants. Roibeard Catnip Tull, Sarah Daisey Van Diesel, Karen Johnson, Silke Heyer et Kristina Teskey font également de l’art abstrait.

## Mondes imaginaires
Gilles Tréhin et George Widener créent des mondes imaginaires. 
Gilles et un artiste français autodidacte qui travaille avec un crayon, son œuvre traite principalement d’architecture. Il représente un monde imaginaire appelé Urville à travers ses dessins. Il a été présenté dans le documentaire Art Savant : the city inside my head ("l’art savant : la ville dans ma tête") qui est passé sur la chaîne BBC4.